# Ange Ahoussou
Kouadio Guy Ange Ahoussou (* 22. Dezember 2003 in Bouaké) ist ein ivorischer Fußballspieler.

## Karriere

### Verein
Ahoussou begann seine Karriere beim Racing Club d’Abidjan. Beim Hauptstadtklub rückte er zur Saison 2020/21 in den Profikader und lief anschließend unter anderem in der CAF Champions League auf. Im Januar 2022 wechselte er nach Frankreich zum OGC Nizza, für dessen Reserve er zunächst spielen sollte. Bis zum Ende der Saison 2021/22 kam er zu 14 Einsätzen in der fünftklassigen National 2. Zur Saison 2022/23 wurde er an den Drittligisten LB Châteauroux verliehen. Für Châteauroux absolvierte er 20 Partien in der National.
Zur Saison 2023/24 wurde Ahoussou an Zweitligisten FC Sochaux weiterverliehen. Diesem wurde aber vor Saisonbeginn die Zweitliga-Lizenz entzogen, woraufhin der Verteidiger fest zum Zweitligisten FC Pau wechselte. In seiner ersten Saison in der Ligue 2 absolvierte er 27 Partien für Pau. Nach weiteren 19 Einsätzen in der Saison 2024/25 wechselte er im Februar 2025 zum österreichischen Bundesligisten SK Rapid Wien, bei dem er einen bis 2029 laufenden Vertrag erhielt.

### Nationalmannschaft
Im März 2023 debütierte Ahoussou für die ivorische U-23-Auswahl.